# Стрыцова, Барбора
Ба́рбора Стры́цова (во время замужества — За́главова-Стры́цова, чеш. Barbora Záhlavová-Strýcová; род. 28 марта 1986 года в Пльзене, Чехословакия) — чешская теннисистка; полуфиналистка одного турнира Большого шлема в одиночном разряде (Уимблдон-2019); победительница двух турниров Большого шлема в парном разряде (Уимблдон-2019, 2023); финалистка одного турнира Большого шлема в парном разряде (Открытый чемпионат Австралии-2020); победительница 34 турниров WTA (из них два в одиночном разряде); первая ракетка мира в парном разряде; шестикратная обладательница Кубка Федерации (2011, 2012, 2014, 2015, 2016, 2018) в составе национальной сборной Чехии; бронзовый призёр Олимпийских игр 2016 года в парном разряде.
В юниорах: бывшая первая ракетка мира в одиночном и парном разрядах в юниорском рейтинге; победительница двух юниорских турниров Большого шлема в одиночном разряде (Открытый чемпионат Австралии-2002, -2003); победительница трёх юниорских турниров Большого шлема в парном разряде; победительница парного турнира Orange Bowl (2001).

## Общая информация
Уроженка Пльзеня — одна из двух дочерей Индржиха Стрыца и Илоны Стрыцовой; её сестру зовут Ивона.
Чешка пришла в теннис в пять лет; на первых порах Барбора также параллельно занималась фигурным катанием. Стрыцова предпочитает действовать за задней линией; любимые покрытия — трава и грунт.
14 февраля 2013 года ITF дисквалифицировала чешку на полгода за нарушение антидопинговых правил (в её анализах был найден сибутрамин). Отлучение от соревнований вступило в силу с 16 октября 2012 года.
C 2007 по апрель 2015 года Барбора была замужем за своим тренером Якубом Заглавой (кузен другой теннисистки женского протура — Сандры Заглавовой). После развода вновь начала выступать под девичьей фамилией.
В марте 2021 года стало известно, что Стрыцова готовится стать матерью, а в сентябре она родила сына и назвала Винсент. В ноябре 2023 года объявила, что ждёт второго ребёнка.

## Спортивная карьера

### Начало карьеры

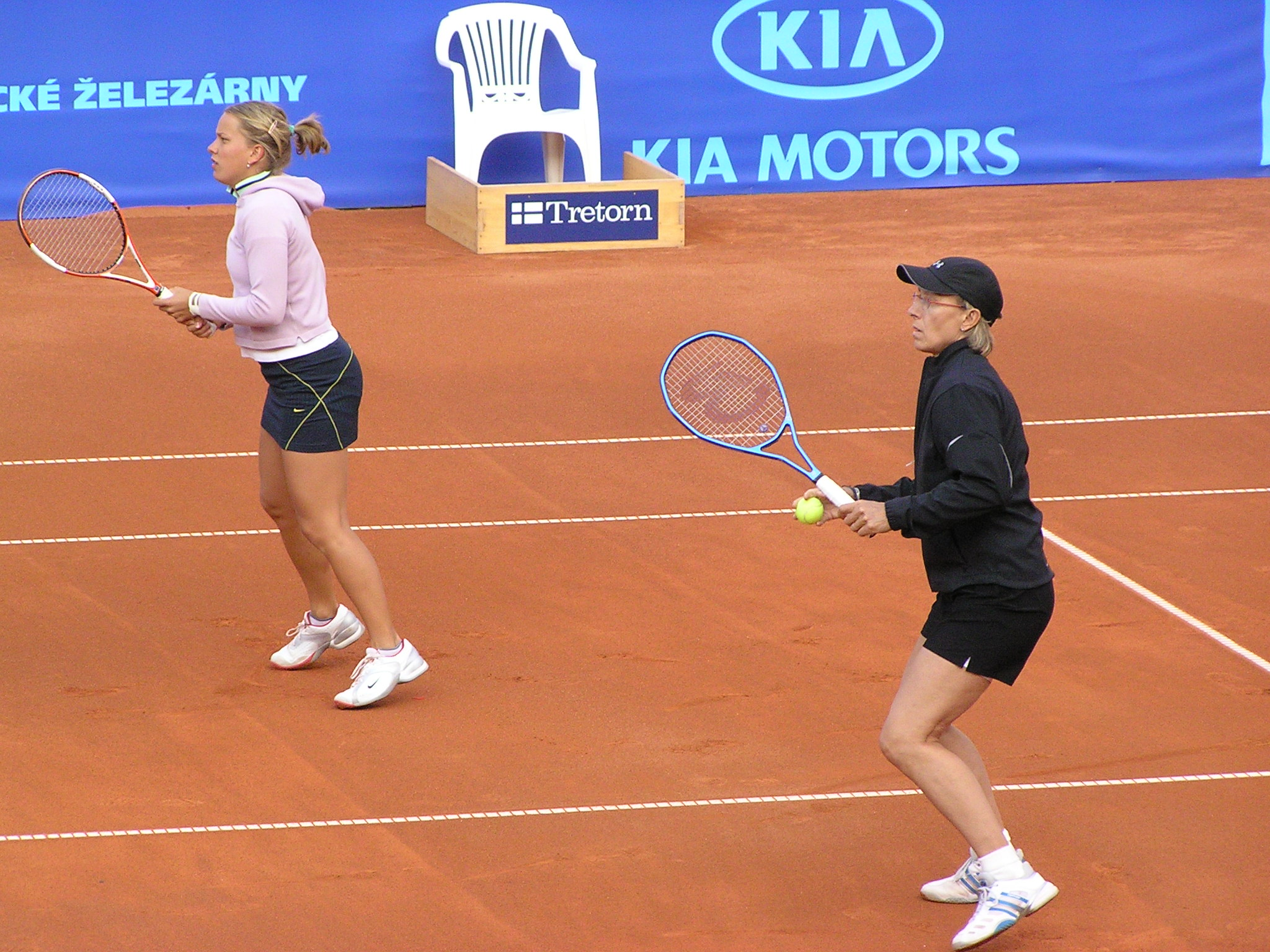
Стрыцова (слева) в паре с Мартиной Навратиловой на турнире в Праге 2006 года

Стрыцова обратила на себя внимание уже на юниорском этапе карьеры. Она дважды в 2002 и 2003 годах смогла выиграть Открытый чемпионат Австралии в одиночном разряде среди девушек. В парном разряде он трижды победила на юниорских турнирах серии Большого шлема: в 2001 году на Открытом чемпионате Австралии, и в 2002 году на Открытом чемпионате Франции и Уимблдонском турнире. По итогам 2002 года она стала первой ракеткой мира среди юниоров в одиночном и парном разрядах.
Дебютный титул на турнирах цикла ITF Барбора выиграла в мае 2002 года на турнире с призовым фондом 25 000 долларов, проводившимся в Великобритании. В июле того же года она впервые выступила за сборную Чехии в розыгрыше Кубка Федерации и выиграла обе свои встречи. В июне 2003 года, пройдя через три раунда квалификационного отбора на Уимблдон, Стрыцова дебютировала на взрослых турнирах Большого шлема и в целом на соревнованиях WTA-тура. В первом раунде тех соревнований она уступила украинке Татьяне Перебийнис.
В январе 2004 года чешка выиграла квалификацию и сыграла на Открытом чемпионате Австралии. В первом раунде ей удалось обыграть Аранчу Парру Сантонху, а во втором она не совладала с Линой Красноруцкой. В марте того же года на турнире 1-й категории в Индиан-Уэлсе, куда Барбора также попала через квалификацию, ей удалось выйти в четвёртый раунд и встретится с первой ракеткой мира Жюстин Энен-Арденн, которой Стрыцова уступила. После турнира 17-летняя чешка впервые вошла в топ-100 мирового рейтинга. В мае она сыграла в четвертьфинале на грунтовом турнире в Страсбурге, а на Открытом чемпионате Франции прошла в стадию второго раунда. На Уимблдоне она проигрывает на старте. Летом она приняла участие в Олимпийских играх в Афинах, где волей жребия уже в первом раунде ей досталась первая ракетка мира Жюстин Энен-Арденн. Стрыцова в итоге проиграла более именитой соперница, которая к тому же смогла стать в том розыгрыше Олимпийской чемпионкой. На дебютном Открытом чемпионате США Барбора проиграла в первом раунде. Осенью она смогла выйти в полуфинал на турнире в Гуанчжоу. Сезон 18-летняя теннисистка она завершила на 56-м месте в рейтинге.
Австралийский чемпионат 2005 года завершился для чешки в первом раунде. В феврале на турнире в Боготе она смогла выйти в 1/4 финала в одиночках и дебютный для себя финал WTA в парном разряде. После этого её результаты пошли на спад и она в основном выбывала на ранних стадиях, в том числе и в первом раунде Ролан Гаррос и Открытого чемпионата США, а также во втором на Уимблдонском турнире. Стрыцова из-за потеряла место в первой сотне рейтинга. Чуть лучше её дела обстояли в парном разряде. В мае она смогла выиграть два первых титула на турнирах в Варшаве (с Татьяной Перебийнис) и в Рабате (с Эмили Луа). В 2006 и 2007 годах Стрыцова безуспешно пыталась вернуться в топ-100. Лучшим результатом за эти два сезона для неё стал выход в четвертьфинал турнира в Боготе в феврале 2007 года.

### 2008—2012 (возвращение в топ-100 и дисквалификация)

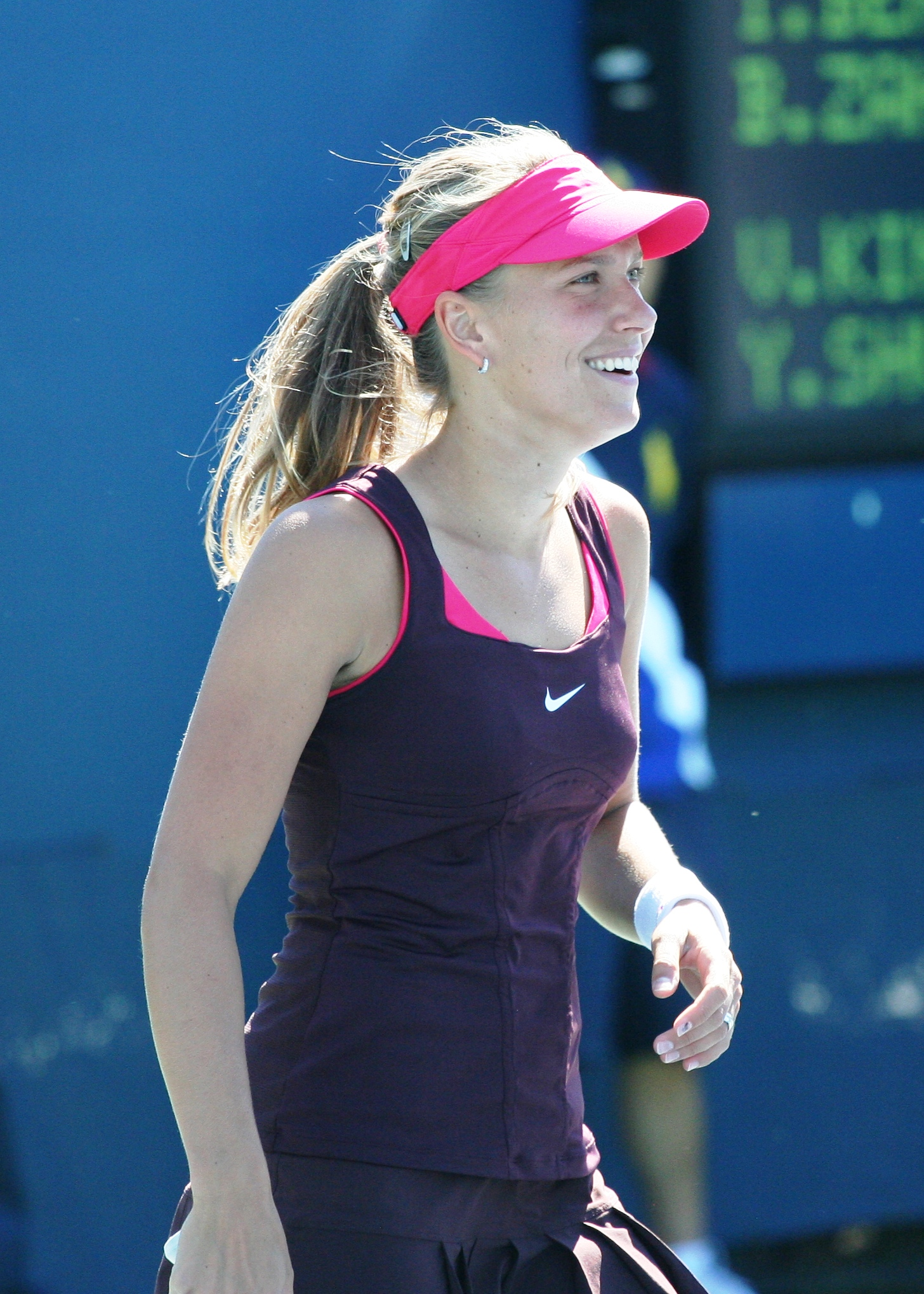
Стрыцова на Открытом чемпионате США 2010 года

В 2008 году Заглавова-Стрыцова смогла вернуться в первую сотню. Произошло это после её выступления на Уимблдонском турнире, где чешка, начав с квалификации, смогла пройти в третий раунд. В начале августа в альянсе с Иветой Бенешовой Барбора смогла взять парный титул на турнире в Стокгольме. В феврале 2009 года чешка вышла в полуфинал на турнире в Акапулько, а затем в 1/4 финала в Монтеррее. Следующий раз до четвертьфинала она доходит в июле на турнире в Бадгастайне. На Открытом чемпионате США она впервые в сезоне прошла во второй раунд Большого шлема. В сентябре Заглавова-Стрыцова завоевала ещё один парный трофей, выиграв совместно с Ваней Кинг турнир в Квебеке. В октябре с соотечественницей Бенешовой она первенствовала на парных соревнованиях в Люксембурге.
На Открытом чемпионате Австралии Барбора преодолела первый раунд и на стадии следующего уступила № 2 в мире на тот момент Динаре Сафиной. В феврале Бенешова и Заглавова-Стрыцова выиграли парный приз на турнире в Париже, в том числе, благодаря не выходу на игру соперниц по финалу. Через две недели после этого уже в дуэте с Полоной Херцог она выиграла парный титул в Акапулько. В начале марта опять с Бенешовой Барбора завоевывает третий парный титул подряд, победив в Монтеррее. В конце июня на Уимблдонском турнире чешка смогла победить достаточно сильных теннисисток Елену Веснину и Даниэлу Гантухову и выйти в трети раунд, где она проиграла Марии Шараповой. В начале июля Заглавова-Стрыцова вышла в четвертьфинал в Бостаде, а затем впервые попала в одиночный финал WTA на турнире в Праге. В решающем матче за титул Барбора проигрывает венгерской теннисистке Агнеш Савай со счётом 2-6, 6-1, 2-6. Осенью она выиграла ещё два парных титула: в Токио (с Бенешовой) и в Линце (с Ворачовой), доведя общее количество парных титулов WTA до десяти. По итогам сезона в парном рейтинге Заглавова-Стрыцова смогла финишировать в топ-20.
Сезон 2011 года Заглавова-Стрыцова начала с выхода в четвертьфинал в Брисбене и победы в парном розыгрыше турнира в Сиднее в дуэте с Бенешовой. На Австралийском чемпионате она смогла пройти в третий раунд, где уступила финалистке турнира Ли На. Весной совместно с Бенешовой она выиграла ещё один парный трофей на турнире в Монтеррее и первенствовала в парном розыгрыше турнира в Барселоне. В июне в паре с ещё одной чешкой Кларой Закопаловой она берёт парный приз травяного турнира в Хертогенбосе. В июле у Барборы получилось выйти в полуфинал на турнире в Бостаде. На Открытом чемпионате США совместно с Бенешовой она вышла в четвертьфинал парных соревнований. В сентябре Заглавова-Стрыцова смогла выиграть первый личный турнир WTA. Произошло это в Квебеке, где в финале Барбора смогла переиграть Марину Эракович — 4-6, 6-1, 6-0. В конце сезона Бенешова и Заглавова-Стрыцова берут ещё один парный титул на турнире в Люксембурге.
На Открытом чемпионате Австралии 2012 года Заглавова-Стрыцова во втором раунде проиграла Серене Уильямс. В апреле совместно с Иветой Бенешовой она победила в парном разряде на турнире в Штутгарте. В начале мая Барбора вышла в 1/4 финала в Будапеште. Следующий парный титул она завоевала в июле на турнире в Палермо в альянсе с Ренатой Ворачовой. Там же она сыграла и одиночный финал, но проиграла его итальянке Саре Эррани (1-6, 3-6). В сентябре чешская теннисистка не смогла защитить прошлогодний титул в Квебеке и остановилась на стадии 1/4 финала.

### 2013—2016 (четвертьфинал Уимблдона и попадание в топ-20)

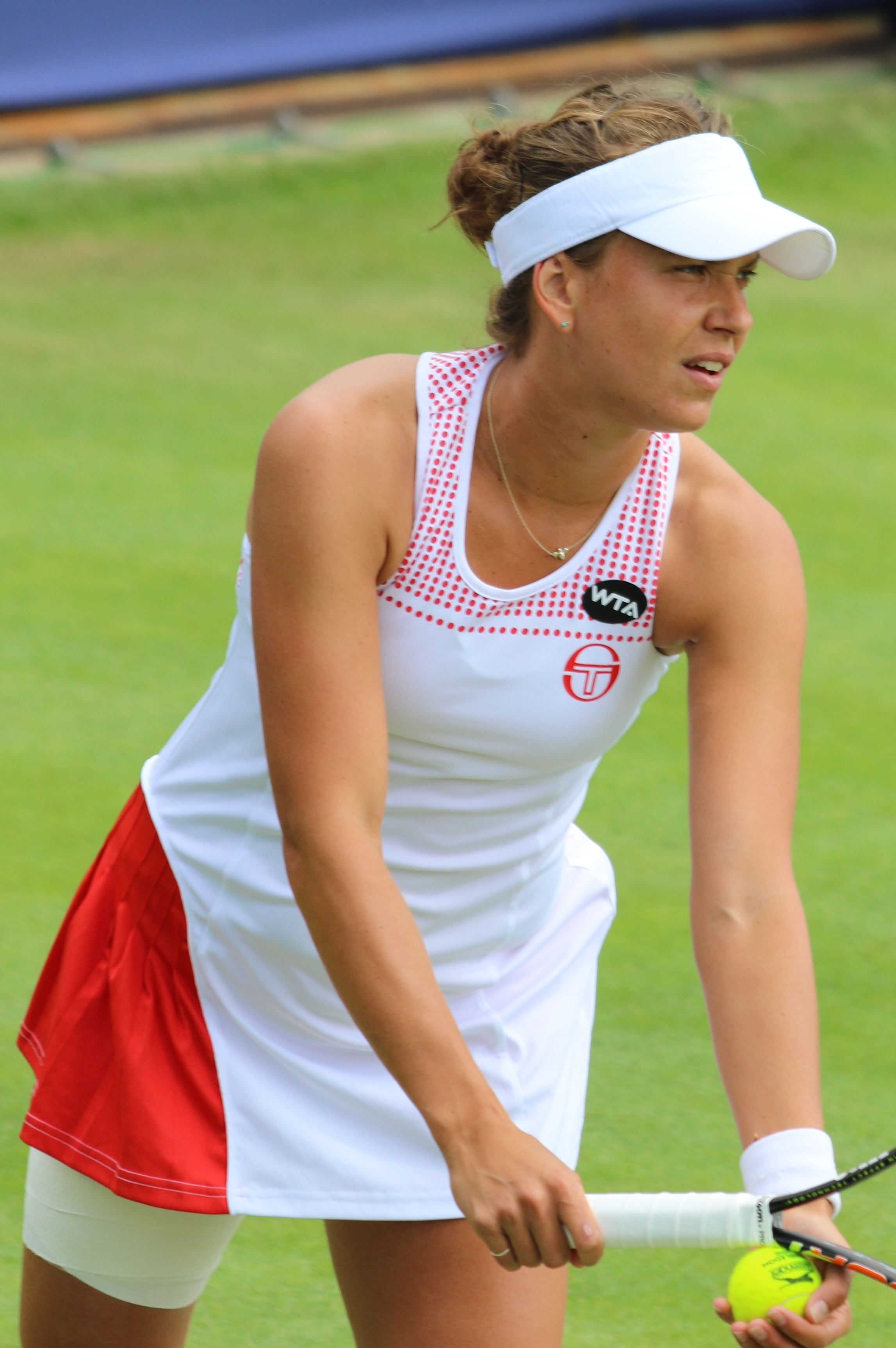
Стрыцова на турнире в Бирмингеме 2016 года

Начало сезона 2013 года Барбора пропускает из-за дисквалификации в связи с применением допинга. На корт она вернулась в апреле. В июле она смогла сыграть в 1/4 финала Уимблдонского турнира в женской паре совместно с Юлией Гёргес. Первый одиночный четвертьфинал в Туре после возвращения Заглавова-Стрыцова сыграла уже в октябре в Осаке.
Следующий раз до этой стадии чешка дошла уже в январе 2014 года на турнире в Шэньчжэне. На Австралийском чемпионате она проиграла в матче второго раунда Виктории Азаренко. В июне на турнире в Бирмингеме Заглавова-Стрыцова впервые за два года смогла выйти в финал WTA. В матче за чемпионский титул он проигрывает сербке Ане Иванович со счётом 3-6, 2-6. Неплохим результатом для неё заканчивается и Уимблдонский турнир. По ходу соревнований она обыграла Аллу Кудрявцеву, попавшую в сетку через квалификацию и трёх сеянных теннисисток: Елену Веснину (№ 32 посева), Ли На (№ 2) и Каролину Возняцки (№ 16). В итоге Барбора сумела попасть в первый свой четвертьфинал Большого шлема в одиночках. В борьбе за полуфинал она уступила соотечественнице Петре Квитовой, которая по итогу стала чемпионкой. В августе Заглавова-Стрыцова вновь проиграла Квитовой — на этот раз в четвертьфинале турнира в Нью-Хейвене. На Открытом чемпионате США она смогла пройти до стадии третьего раунда, а в парном розыгрыше в команде Кимико Датэ-Крумм впервые вышла в полуфинал. В завершении сезона Барбора вышла в финал турнира в Люксембурге, но в борьбе за титул проиграла немке Аннике Бек. Продуктивный на результаты сезон 2014 года она закончила на 26-й строчке мирового рейтинга.
2015 год Заглавова-Стрыцова начала для себя с полуфинала в Окленде, где она проиграла № 8 в мире на тот момент Каролине Возняцки. Уже на следующем турнире Барбора взяла реванш у датчанки, обыграв её в первом раунде турнира в Сиднее на отказе соперницы во втором сете. Итогам выступлений в Сиднее стал для Стрыцовой выход в 1/4 финала. На Открытом чемпионате Австралии она попадает в стадию третьего раунда, где уступает Виктории Азаренко. В парном розыгрыше совместно с Михаэллой Крайчек она смогла выйти в полуфинал. Выступления в феврале чешка начинает с полуфинала в Антверпене. В апреле она сыграла в 1/4 финала в Праге. На кортах Ролан Гаррос Стрыцова проиграла уже в первом раунде, а в паре с Михаэллой Крайчек дошла до четвертьфинала. В июле она вышла в четвертьфинал в Бостаде. На Открытом чемпионате США чешка обыграла 14-ю сеянную Тимею Бачински и Ван Цян и вышла в третий раунд. В октябре она ещё раз сыграла на стадии 1/4 финала в Люксембурге. В конце сезона Стрыцова сыграла в финале Кубка Федерации против сборную России. Она сыграла решающую в противостоянии Чехии и России парную встречу при общем счётом перед началом матча 2-2. В дуэте с Каролиной Плишковой она смогла переиграть Елену Веснину и Анастасию Павлюченкову и завоевать Кубок Федерации. Стрыцова трижды до этого (в 2011, 2012 и 2014 годах) также помогла сборной Чехии завоевать престижный трофей, но тогда она не принимала участие в главных финальных матчах.
В матче третьего раунда Открытого чемпионата Австралии Стрыцова обыграла третью ракетку мира Гарбинью Мугурусу (6-3, 6-2). Путь в четвертьфинал ей закрывает Виктория Азаренко (2-6, 4-6). В феврале она смогла выйти в финал турнира из серии Премьер в Дубае. В чемпионском матче турнира она проиграла итальянке Саре Эррани — 0-6, 2-6. В апреле Барбора вышла в четвертьфинал в Праге. До этой же стадии ей удается дойти в мае на Премьер-турнире в Риме. На Открытом чемпионате Франции Стрыцова выбыла в третьем раунде, проиграв второй ракетке мира Агнешке Радваньской. Перейдя в июне на траву, она успешно выступила на турнире в Бирмингеме. В одиночках она вышла в финал, где уступила Мэдисон Киз (3-6, 4-6), а в парах в команде с Каролиной Плишковой смогла завоевать титул. На Уимблдоне в матче третьего раунда Стрыцову обыграла Екатерина Макарова.
В августе 2016 года чешская теннисистка приняла участие в Олимпийских играх, которые проходили в Рио-де-Жанейро. В одиночном разряде она уже во втором раунде уступила итальянке Саре Эррани. Зато в парных соревнованиях ей удалось завоевать медаль. Выступив в одной команде с Луцией Шафаржовой Стрыцова стала бронзовым призёром Олимпийских игр. После Олимпиады Барбора в дуэте с известной парницей Саней Мирзой выиграла турнир в Цинциннати. На Открытом чемпионате США их альянс смог пройти в четвертьфинал парных соревнований, а в сентябре они выиграли совместный титул Токио, который стал для Стрыцовой 20-м в карьере парным призом WTA. В октябре чешская теннисистка смогла выйти в четвертьфинал турнира в Ухане. В конце сезона Стрыцова вновь помогла сборной Чехии завоевать Кубок Федерации. В финале против сборной Франции она выиграла оба своих матча: одиночный и парный, и внесла таким образом два очка в общий победный счёт 3-2. Стрыцова смогла по итогам 2016 года занять место в топ-20 мирового рейтинга.

### 2017—2018 (очередная победа в Кубке Федерации)

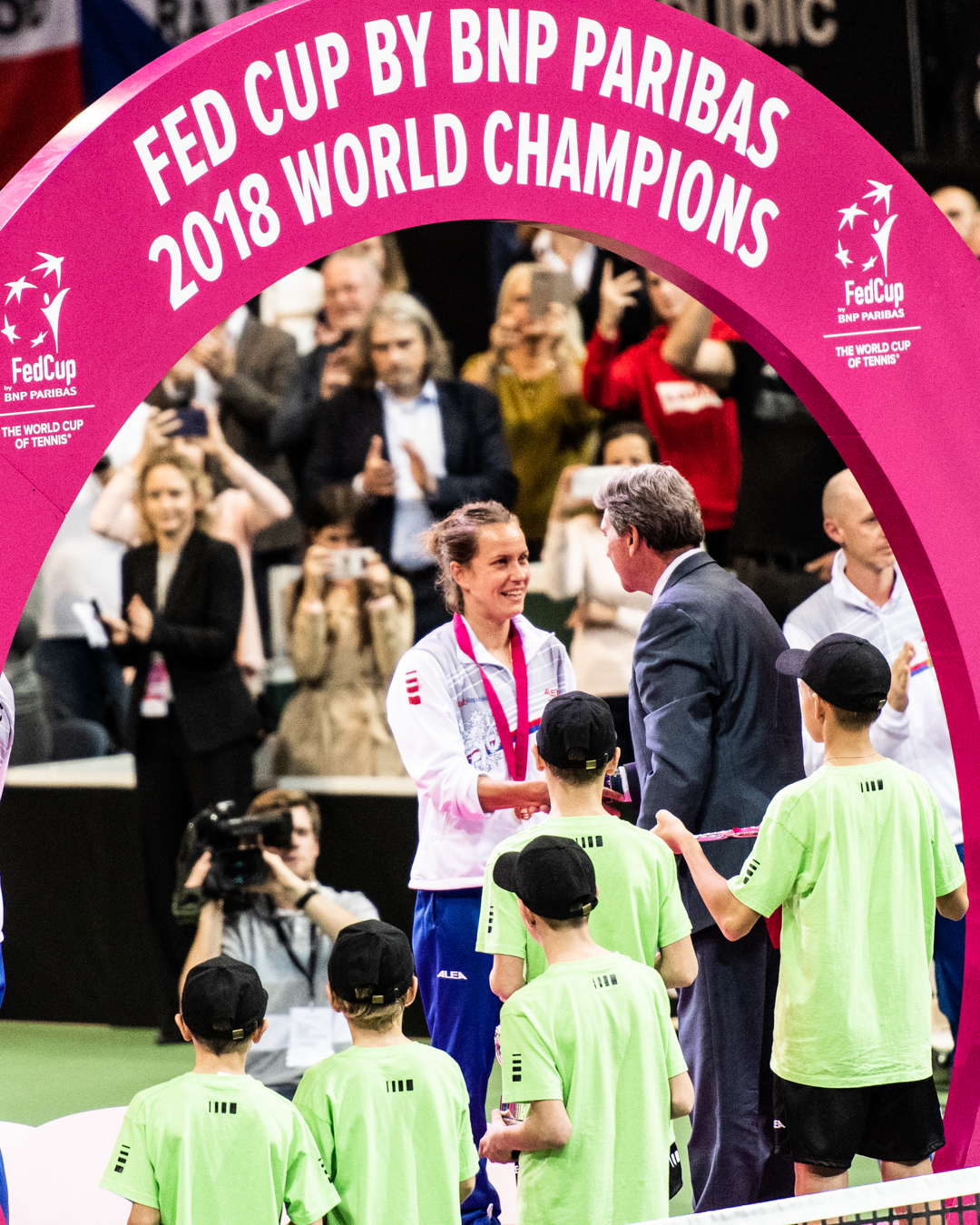
Стрыцова на награждении победителей Кубка Федерации 2018 года

Очередной сезон Стрыцова начала с четвертьфинала в Окленде и полуфинала в Сиднее. На Открытом чемпионате Австралии она второй год подряд прошла до четвёртого раунда, где на этот раз проиграла чемпионке соревнований Серене Уильямс. 16 января Стрыцова на неделю поднялась на самую высокую в карьере — 16-ю позицию одиночного рейтинга. В парном же разряде в начале 2017 года она в основном играла в паре с Саней Мирзой и дважды играла в финале. Второй из них пришёлся на Премьер-турнир высшей категории в Майами. Весной Стрыцова поднялась в топ-10 парного рейтинга. В грунтовой части сезона чешка сконцентрировалась на одиночных выступлениях. В апреле она в сыграла в полуфинале турнира в Биле, а вначале мая достигла этой же стадии в Праге. В июне на траве в Истборне она смогла выйти в четвертьфинал.
В парном разряде с середины сезона 2017 года Стрыцова чаще всего играла в дуэте с Луцией Шафаржовой; С ней она смогла достичь полуфинала на Открытом чемпионате США. В сентябре на турнире в Токио в одиночном разряде Стрыцова смогла выйти в четвертьфинал и обыграть № 7 в мире Йоханну Конту. В октябре на крупном соревновании в Пекине в матче первого раунда впервые удалось обыграть первую ракетку мира. Произошло это на отказе соперницы Гарбиньи Мугурусы при счёте 6:1, 2:0 в пользу Стрыцовой. По итогу турнира в Пекине она смогла доиграть до четвертьфинала. Затем на зальном турнире в Линце Стрыцова выиграла свой второй одиночный титул в Туре за карьеру. В финале она смогла переиграть Магдалену Рыбарикову из Словакии (6:4, 6:1). Барбора сыграла в конце сезона на втором по значимости итоговом турнире — Трофей элиты WTA, однако не смогла выйти в плэй-офф. По итогам года Стрыцова заняла 23-е в одиночном и 15-е место в парном рейтингах.
2018 год Стрыцова начала с двух четвертьфиналов: в Окленде и Сиднее. На Открытом чемпионате Австралии Барбора в третий раз подряд дошла до четвёртого круга, но вновь не удалось выйти в 1/4 финала. На этот раз она проиграла своей соотечественнице Каролине Плишковой. В парном разряде совместно с Луцией Шафаржовой был достигнут четвертьфинал. В марте на крупном турнире в Индиан-Уэлсе Стрыцова сыграла в парном разряде с представительницей Тайваня Се Шувэй и это принесло успех — они смогли стать чемпионками данного турнира. Далее по ходу сезона Стрыцова играла чаще всего в паре с Андреей Сестини Главачковой. В мае они вышли в финал турнира серии Премьер 5 в Риме, а на Ролан Гаррос доиграли до полуфинала, что позволило Барборе вернуть место в топ-10 парного рейтинга (она стала занимать 7-ю строчку). В одиночном разряде Открытого чемпионата Франции Стрыцова добилась лучшего в карьере результата, пройдя в четвёртый раунд.
В июне 2018 года на травяном турнире в Бирмингеме Стрыцова смогла выйти в полуфинал и нанести поражение во втором раунде третьей ракетке мира Гарбинье Мугурусе (6:2, 6:4). На Уимблдоне она смогла доиграть до третьего раунда. В августе Главачкова и Стрыцова выиграли парный приз на турнире в Нью-Хейвене. На Открытом чемпионате США Стрыцова в одиночном разряде вышла в третий раунд. Осенью она дважды доходила до четвертьфинала (в Токио и Линце). В это же время в парном разряде пара с Главачковой выдала неплохую серию. На турнирах в Токио и Ухане им удалось выйти в финал. Затем в третьем финале подряд на турнире в Пекине Сестини Главачкова и Стрыцова уже смогли выиграть титул. На Итоговом турнире они в полуфинале проиграли соотечественницам Барборе Крейчиковой и Катерине Синяковой. Стрыцова смогла закончить сезон 5-й ракеткой мира в парах, а в одиночном рейтинге заняла 33-ю позицию.
Стрыцова регулярно призывалась по ходу сезона на игры за сборную в Кубке Федерации и смогла с ней выйти в финал. В решающем матче Чехия сыграла против команды США. Барбора сыграла первый матч финала против Софии Кенин и победила в трёх сетах. По итогу Чехия смогла выиграть со счётом 3:0 выиграла в очередной раз престижный командный кубок. Стрыцова поучаствовала за карьеру в шести победах своей сборной с 2011 по 2018 год, из которых она сыграла в финальных матчах трижды (в 2015, 2016 и 2018 годах). В 2018 году она последний раз сыграла за сборную. С 2002 года она сыграла в Кубке Федерации 33 игры (из них 18 в одиночках и 15 в парах) и выиграла 22 раза (по 11 в одиночках и парах).

### 2019—2023 (титулы на Уимблдоне, № 1 в парном теннисе и завершение карьеры)

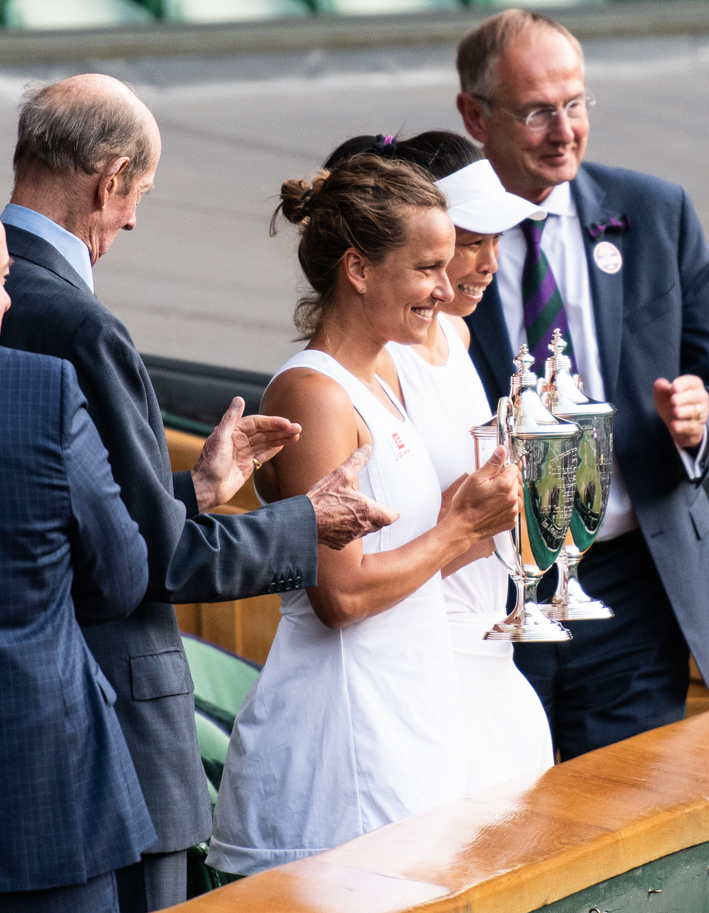
Стрыцова и Се Шувэй победительницы Уимблдона 2019 года

На Открытом чемпионате Австралии 2019 года в парном разряде вместе с Маркетой Вондроушовой дошли до полуфинала, в котором уступили будущим победителям турнира паре Саманта Стосур и Чжан Шуай. После Австралии Стрыцова смогла выйти в четвертьфинал турнира в Дохе. С февраля Стрыцова стала на постоянной основе выступать в парном разряде с Се Шувэй. На турнире в Дубае им удалось выиграть главный приз, что на время подняло Стрыцову на третье место парного рейтинга. Весной она неплохо сыграла связку двух небольших грунтовых турниров WTA: в Стамбуле и Праге, оба раза пройдя в полуфинал. В мае на Премьер-турнире высшей категории в Мадриде она завоевала парный трофей в партнёрстве с Се Шувэй и вновь вернула статус третьей ракетки мира в парах.
В июне 2019 года на турнире в Бирмингеме Стрыцова смогла выйти в полуфинал, а в парном разряде с Се Шувэй выиграла очередной титул. Самым успешным в карьере 33-летней чешской теннисистки стал Уимблдонский турнир. Она впервые в карьере дошла до полуфинала турнира Большого шлема в одиночном разряде, победив пять соперниц (четыре из которых имели посев) и отдав им только один сет. На старте она переиграла Лесю Цуренко и Лауру Зигемунд, затем № 4 в мире Кики Бертенс и Элизе Мертенс, а в четвертьфинале «местную надежду» Йоханну Конту). В борьбе за выход в финал она проиграла опытной Серене Уильямс, сумев выиграть за два сета лишь три гейма. Главного успеха на Уимблдонском турнире она смогла добиться . Се Шувэй и Барбора Стрыцова выступили в качестве третьей пары посева и смогли стать чемпионками Уимблдона, не отдав соперницам ни сета. Для Стрыцовой эта победа стала первой и единственной в карьере на турнирах серии Большого шлема. Победа позволила ей возглавить парный рейтинг.
| Стадия  | Соперницы (посев)                        | Рейтинг   | Счёт       |
| 1 раунд | Мона Бартель Ксения Кнолль               | 91 / 80   | 6-2 6-1    |
| 2 раунд | Екатерина Александрова Виктория Голубич  | 154 / 303 | 6-2 6-2    |
| 3 раунд | Ирина-Камелия Бегу Моника Никулеску (15) | 41 / 46   | 6-3 6-4    |
| 1/4     | Элизе Мертенс Арина Соболенко (6)        | 5 / 20    | 6-4 6-2    |
| 1/2     | Тимея Бабош Кристина Младенович (1)      | 2 / 1     | 7-6(5) 6-4 |
| Финал   | Габриэла Дабровски Сюй Ифань (4)         | 13 / 13   | 6-2 6-4    |

После триумфа на Уимблдоне Стрыцова долго не показывала сильных результатов. В концовке сезона в паре с Се она приняла участие на Итоговом турнире WTA. Их пара смогла доиграть до финала, в котором победу одержали Тимея Бабош и Кристина Младенович — 1:6, 3:6. По итогам сезона Се стала 33-й в одиночном рейтинге, а в парном разряде смогла закончить 2019 год в статусе первой ракетки мира.
На старте сезона 2020 года Се Шувэй и Барбора Стрыцова выиграли парный приз турнира в Брисбене. На Открытом чемпионате Австралии им удалось выйти в парный финал, в котором они проиграли дуэту Тимея Бабош и Кристина Младенович — 2:6, 1:6. По итогу турнира Барбора пропустила на первое место парного рейтинга свою партнёршу и до конца сезона занимала вторую строчку. На первое место она больше не возвращалась, проведя по итогу за карьеру 27 недель в статусе первой ракетки мира в парном теннисе. В феврале Се и Стрыцова выиграли связку турниров в Дубае и Дохе. После паузы в сезоне Се Шувэй и Стрыцова смогли в сентябре выиграть парный титул в Риме.
В мае 2021 года Стрыцова, ожидавшая рождения ребёнка, заявила о завершении профессиональной карьеры. Последний раз она вышла на корт в феврале на Открытом чемпионате Австралии.
Весной 2023 года после рождения ребёнка и двухгодичного перерыва Стрыцова приняла решение возобновить карьеру на некоторое время. Летом в паре с Се Шувэй, которая также вернулась после перерыва в карьере, удалось победить на Уимблдонском турнире. Это второй титул на Уимблдоне и Больших шлемах для Стрыцовой.
| Стадия  | Соперницы (посев)                   | Рейтинг   | Счёт        |
| 1 раунд | Анна Блинкова Варвара Грачёва       | 184 / 610 | 6-1 6-2     |
| 2 раунд | Екатерина Александрова Ян Чжаосюань | 82 / 104  | 3-6 6-2 6-4 |
| 3 раунд | Мию Като Алдила Сутджиади (13)      | 31 / 32   | 7-5 7-6(4)  |
| 1/4     | Каролин Гарсия Луиза Стефани        | 88 / 14   | 7-6(5) 6-4  |
| 1/2     | Мария Боузкова Сара Соррибес Тормо  | 65 / 92   | 6-4 6-1     |
| Финал   | Элизе Мертенс Сторм Хантер (3)      | 8 / 7     | 7-5 6-4     |

Последний раз Стрыцова сыграла на Открытом чемпионате США 2023 года, где вышла в третий раунд в женских парах и четвертьфинал в миксте.

## Итоговое место в рейтинге WTA по годам
| Год  | Одиночный рейтинг | Парный рейтинг |
| 2021 | 336               | 26             |
| 2020 | 37                | 2              |
| 2019 | 33                | 1              |
| 2018 | 33                | 5              |
| 2017 | 23                | 15             |
| 2016 | 20                | 17             |
| 2015 | 41                | 28             |
| 2014 | 26                | 32             |
| 2013 | 92                | 44             |
| 2012 | 92                | 20             |
| 2011 | 44                | 22             |
| 2010 | 67                | 20             |
| 2009 | 69                | 35             |
| 2008 | 76                | 66             |
| 2007 | 156               | 80             |
| 2006 | 164               | 54             |
| 2005 | 142               | 43             |
| 2004 | 56                | 179            |
| 2003 | 161               | 339            |
| 2002 | 222               |                |

## Выступления на турнирах

### Финалы турнировWTAв одиночном разряде (8)

#### Победы (2)
| Легенда: До 2009 года         | Легенда: С 2009 года    |
| ----------------------------- | ----------------------- |
| Турниры Большого шлема (0+2)* |                         |
| Итоговый турнир WTA (0)       |                         |
| 1-я категория (0)             | Premier Mandatory (0+3) |
| 2-я категория (0+1)           | Premier 5 (0+5)         |
| 3-я категория (0)             | Premier (0+9)           |
| 4-я категория (0+2)           | International (2+10)    |
| 5-я категория (0)             | International (2+10)    |

| Титулы по покрытиям | Титулы по месту проведения матчей турнира |
| ------------------- | ----------------------------------------- |
| Хард (1+19)*        | Зал (2+6)                                 |
| Грунт (0+8)         | Зал (2+6)                                 |
| Трава (0+5)         | Открытый воздух (0+26)                    |
| Ковёр (1)           | Открытый воздух (0+26)                    |

* количество побед в одиночном разряде + количество побед в парном разряде.
| №  | Дата             | Турнир         | Покрытие    | Соперница в финале   | Счёт        |
| 1. | 18 сентября 2011 | Квебек, Канада | Ковёр (зал) | Марина Эракович      | 4-6 6-1 6-0 |
| 2. | 15 октября 2017  | Линц, Австрия  | Хард (зал)  | Магдалена Рыбарикова | 6-4 6-1     |

#### Поражения (6)
| №  | Дата            | Турнир                        | Покрытие   | Соперница в финале | Счёт        |
| 1. | 18 июля 2010    | Прага, Чехия                  | Грунт      | Агнеш Савай        | 2-6 6-1 2-6 |
| 2. | 15 июля 2012    | Палермо, Италия               | Грунт      | Сара Эррани        | 1-6 3-6     |
| 3. | 15 июня 2014    | Бирмингем, Великобритания     | Трава      | Ана Иванович       | 3-6 2-6     |
| 4. | 18 октября 2014 | Люксембург                    | Хард (зал) | Анника Бек         | 2-6 1-6     |
| 5. | 20 февраля 2016 | Дубай, ОАЭ                    | Хард       | Сара Эррани        | 0-6 2-6     |
| 6. | 19 июня 2016    | Бирмингем, Великобритания (2) | Трава      | Мэдисон Киз        | 3-6 4-6     |

### Финалы турнировITFв одиночном разряде (15)

#### Победы (9)
| Легенда:           |
| ------------------ |
| 100.000 USD (1+4)* |
| 75.000 USD (1+2)   |
| 50.000 USD (2+3)   |
| 25.000 USD (5+1)   |
| 10.000 USD (0)     |

| Титулы по покрытиям | Титулы по месту проведения матчей турнира |
| ------------------- | ----------------------------------------- |
| Хард (3+1)*         | Зал (3+4)                                 |
| Грунт (4+7)         | Зал (3+4)                                 |
| Трава (0)           | Открытый воздух (6+6)                     |
| Ковёр (2+2)         | Открытый воздух (6+6)                     |

* количество побед в одиночном разряде + количество побед в парном разряде.
| №  | Дата            | Турнир                   | Покрытие    | Соперница в финале | Счёт           |
| 1. | 12 мая 2002     | Эдинбург, Великобритания | Грунт       | София Арвидссон    | 4-6 6-4 7-6(2) |
| 2. | 3 ноября 2002   | Каир, Египет             | Грунт       | Кира Надь          | 6-2 6-0        |
| 3. | 24 октября 2004 | Сен-Рафаэль, Франция     | Хард (зал)  | Стефани Коэн-Алоро | 6-1 6-2        |
| 4. | 2 марта 2008    | Форт-Уолтон-Бич, США     | Хард        | Мелани Уден        | 6-3 5-7 7-6(5) |
| 5. | 23 марта 2008   | Реддинг, США             | Хард        | Александра Возняк  | 7-6(4) 6-3     |
| 6. | 18 мая 2008     | Щецин, Польша            | Грунт       | Ленка Винерова     | 6-4 6-2        |
| 7. | 31 октября 2009 | Ортизеи, Италия          | Ковёр (зал) | Клара Закопалова   | 7-6(1) 6-3     |
| 8. | 8 ноября 2009   | Исманинг, Германия       | Ковёр (зал) | Кристина Барруа    | 6-4 4-6 7-6(5) |
| 9. | 12 мая 2013     | Трнава, Словакия         | Грунт       | Карин Кнапп        | 6-2 6-4        |

#### Поражения (6)
| №  | Дата             | Турнир            | Покрытие   | Соперница в финале     | Счёт            |
| 1. | 18 августа 2002  | Инсбрук, Австрия  | Грунт      | Сибиль Баммер          | 6-7(6) 1-6      |
| 2. | 5 октября 2003   | Жирона, Испания   | Грунт      | Юлия Вакуленко         | 5-7 0-2 — отказ |
| 3. | 18 июня 2006     | Гориция, Италия   | Грунт      | Мэдэлина Гожня         | 4-6 1-6         |
| 4. | 17 февраля 2008  | Стокгольм, Швеция | Хард (зал) | Юханна Ларссон         | 6-0 1-6 6-7(1)  |
| 5. | 27 сентября 2009 | Альбукерке, США   | Хард       | Шенай Перри            | 5-7 2-6         |
| 6. | 11 мая 2014      | Трнава, Словакия  | Грунт      | Анна Каролина Шмидлова | 4-6 2-6         |

### Финалы турниров Большого шлема в парном разряде (3)

#### Победы (2)
| №  | Год  | Турнир       | Покрытие | Партнёрша | Соперницы в финале           | Счёт    |
| 1. | 2019 | Уимблдон     | Трава    | Се Шувэй  | Габриэла Дабровски Сюй Ифань | 6-2 6-4 |
| 2. | 2023 | Уимблдон (2) | Трава    | Се Шувэй  | Элизе Мертенс Сторм Хантер   | 7-5 6-4 |

#### Поражение (1)
| №  | Год  | Турнир                       | Покрытие | Партнёрша | Соперницы в финале              | Счёт    |
| 1. | 2020 | Открытый чемпионат Австралии | Хард     | Се Шувэй  | Тимея Бабош Кристина Младенович | 2-6 1-6 |

### Финалы Итогового турнираWTAв парном разряде (1)

#### Поражение (1)
| №  | Год  | Турнир    | Покрытие   | Партнёрша | Соперницы в финале              | Счёт    |
| 1. | 2019 | Шэньчжэнь | Хард (зал) | Се Шувэй  | Тимея Бабош Кристина Младенович | 1-6 3-6 |

### Финалы турнировWTAв парном разряде (51)

#### Победы (32)
| №   | Дата             | Турнир                        | Покрытие    | Партнёрша                 | Соперницы в финале                          | Счёт              |
| 1.  | 1 мая 2005       | Варшава, Польша               | Грунт       | Татьяна Перебийнис        | Алиция Росольская Клаудиа Янс               | 6-1 6-4           |
| 2.  | 8 мая 2005       | Рабат, Марокко                | Грунт       | Эмили Луа                 | Лурдес Домингес Лино Нурия Льягостера Вивес | 3-6 7-6(5) 7-5    |
| 3.  | 3 августа 2008   | Стокгольм, Швеция             | Хард        | Ивета Бенешова            | Петра Цетковская Луция Шафаржова            | 7-5 6-4           |
| 4.  | 20 сентября 2009 | Квебек, Канада                | Хард (зал)  | Ваня Кинг                 | София Арвидссон Северин Бремон              | 6-1 6-3           |
| 5.  | 25 октября 2009  | Люксембург                    | Хард (зал)  | Ивета Бенешова            | Рената Ворачова Владимира Углиржова         | 1-6 6-0 [10-7]    |
| 6.  | 14 февраля 2010  | Париж, Франция                | Хард (зал)  | Ивета Бенешова            | Кара Блэк Лизель Хубер                      | Без игры          |
| 7.  | 27 февраля 2010  | Акапулько, Мексика            | Грунт       | Полона Херцог             | Роберта Винчи Сара Эррани                   | 2-6 6-1 [10-2]    |
| 8.  | 7 марта 2010     | Монтеррей, Мексика            | Хард        | Ивета Бенешова            | Анна-Лена Грёнефельд Ваня Кинг              | 3-6 6-4 [10-8]    |
| 9.  | 2 октября 2010   | Токио, Япония                 | Хард        | Ивета Бенешова            | Шахар Пеер Пэн Шуай                         | 6-4 4-6 [10-8]    |
| 10. | 17 октября 2010  | Линц, Австрия                 | Хард (зал)  | Рената Ворачова           | Квета Пешке Катарина Среботник              | 7-5 7-6(6)        |
| 11. | 14 января 2011   | Сидней, Австралия             | Хард        | Ивета Бенешова            | Квета Пешке Катарина Среботник              | 4-6 6-4 [10-7]    |
| 12. | 6 марта 2011     | Монтеррей, Мексика (2)        | Хард        | Ивета Бенешова            | Анна-Лена Грёнефельд Ваня Кинг              | 6-7(8) 6-2 [10-6] |
| 13. | 30 апреля 2011   | Барселона, Испания            | Хард        | Ивета Бенешова            | Натали Грандин Владимира Углиржова          | 5-7 6-4 [11-9]    |
| 14. | 18 июня 2011     | Хертогенбос, Нидерланды       | Трава       | Клара Закопалова          | Флавия Пеннетта Доминика Цибулкова          | 1-6 6-4 [10-7]    |
| 15. | 23 октября 2011  | Люксембург (2)                | Хард (зал)  | Ивета Бенешова            | Луция Градецкая Екатерина Макарова          | 7-5 6-3           |
| 16. | 29 апреля 2012   | Штутгарт, Германия            | Грунт (зал) | Ивета Бенешова            | Юлия Гёргес Анна-Лена Грёнефельд            | 6-4 7-5           |
| 17. | 14 июля 2012     | Палермо, Италия               | Грунт       | Рената Ворачова           | Каталин Мароши Дарья Юрак                   | 7-6(5) 6-4        |
| 18. | 19 июня 2016     | Бирмингем, Великобритания     | Трава       | Каролина Плишкова         | Ваня Кинг Алла Кудрявцева                   | 6-3 7-6(1)        |
| 19. | 21 августа 2016  | Цинциннати, США               | Хард        | Саня Мирза                | Коко Вандевеге Мартина Хингис               | 7-5 6-4           |
| 20. | 24 сентября 2016 | Токио, Япония (2)             | Хард        | Саня Мирза                | Лян Чэнь Ян Чжаосюань                       | 6-1 6-1           |
| 21. | 17 марта 2018    | Индиан-Уэлс, США              | Хард        | Се Шувэй                  | Елена Веснина Екатерина Макарова            | 6-4 6-4           |
| 22. | 25 августа 2018  | Нью-Хейвен, США               | Хард        | Андреа Сестини Главачкова | Лаура Зигемунд Се Шувэй                     | 6-4 6-7(7) [10-4] |
| 23. | 7 октября 2018   | Пекин, Китай                  | Хард        | Андреа Сестини Главачкова | Габриэла Дабровски Сюй Ифань                | 4-6 6-4 [10-8]    |
| 24. | 23 февраля 2019  | Дубай, ОАЭ                    | Хард        | Се Шувэй                  | Луция Градецкая Екатерина Макарова          | 6-4 6-4           |
| 25. | 11 мая 2019      | Мадрид, Испания               | Грунт       | Се Шувэй                  | Габриэла Дабровски Сюй Ифань                | 6-3 6-1           |
| 26. | 23 июня 2019     | Бирмингем, Великобритания (2) | Трава       | Се Шувэй                  | Анна-Лена Грёнефельд Деми Схюрс             | 6-4 6-7(4) [10-8] |
| 27. | 14 июля 2019     | Уимблдон                      | Трава       | Се Шувэй                  | Габриэла Дабровски Сюй Ифань                | 6-2 6-4           |
| 28. | 12 января 2020   | Брисбен, Австралия            | Хард        | Се Шувэй                  | Эшли Барти Кики Бертенс                     | 3-6 7-6(7) [10-8] |
| 29. | 22 февраля 2020  | Дубай, ОАЭ (2)                | Хард        | Се Шувэй                  | Барбора Крейчикова Чжэн Сайсай              | 7-5 3-6 [10-5]    |
| 30. | 28 февраля 2020  | Доха, Катар                   | Хард        | Се Шувэй                  | Габриэла Дабровски Елена Остапенко          | 6-2 5-7 [10-2]    |
| 31. | 20 сентября 2020 | Рим, Италия                   | Грунт       | Се Шувэй                  | Йоана Ралука Олару Анна-Лена Фридзам        | 6-2 6-2           |
| 32. | 16 июля 2023     | Уимблдон (2)                  | Трава       | Се Шувэй                  | Элизе Мертенс Сторм Хантер                  | 7-5 6-4           |

#### Поражения (19)
| №   | Дата             | Турнир                       | Покрытие   | Партнёрша                 | Соперницы в финале                   | Счёт           |
| 1.  | 20 февраля 2005  | Богота, Колумбия             | Грунт      | Любомира Курхайцова       | Эммануэль Гальярди Тина Писник       | 4-6 3-6        |
| 2.  | 15 мая 2005      | Прага, Чехия                 | Грунт      | Елена Костанич            | Эмили Луа Николь Пратт               | 7-6(6) 4-6 4-6 |
| 3.  | 7 января 2006    | Окленд, Новая Зеландия       | Хард       | Эмили Луа                 | Вера Звонарёва Елена Лиховцева       | 3-6 4-6        |
| 4.  | 5 января 2008    | Окленд, Новая Зеландия (2)   | Хард       | Мартина Мюллер            | Мария Корытцева Лилия Остерло        | 3-6 4-6        |
| 5.  | 8 марта 2009     | Монтеррей, Мексика           | Хард       | Ивета Бенешова            | Натали Деши Мара Сантанджело         | 3-6 4-6        |
| 6.  | 18 июля 2009     | Прага, Чехия (2)             | Грунт      | Ивета Бенешова            | Алёна Бондаренко Катерина Бондаренко | 1-6 2-6        |
| 7.  | 10 июля 2010     | Бостад, Швеция               | Грунт      | Рената Ворачова           | Хисела Дулко Флавия Пеннетта         | 6-7(0) 0-6     |
| 8.  | 19 сентября 2010 | Квебек, Канада               | Хард (зал) | Бетани Маттек-Сандс       | София Арвидссон Юханна Ларссон       | 1-6 6-2 [6-10] |
| 9.  | 24 октября 2010  | Люксембург                   | Хард (зал) | Ивета Бенешова            | Тимея Бачински Татьяна Гарбин        | 4-6 4-6        |
| 10. | 14 октября 2012  | Линц, Австрия (2)            | Хард (зал) | Юлия Гёргес               | Анна-Лена Грёнефельд Квета Пешке     | 3-6 4-6        |
| 11. | 9 января 2016    | Окленд, Новая Зеландия (3)   | Хард       | Данка Ковинич             | Элизе Мертенс Ан-Софи Местах         | 6-2 3-6 [5-10] |
| 12. | 1 октября 2016   | Ухань, Китай                 | Хард       | Саня Мирза                | Бетани Маттек-Сандс Луция Шафаржова  | 1-6 4-6        |
| 13. | 13 января 2017   | Сидней, Австралия            | Хард       | Саня Мирза                | Тимея Бабош Анастасия Павлюченкова   | 4-6 4-6        |
| 14. | 2 апреля 2017    | Майами, США                  | Хард       | Саня Мирза                | Габриэла Дабровски Сюй Ифань         | 4-6 3-6        |
| 15. | 20 мая 2018      | Рим, Италия                  | Грунт      | Андреа Сестини Главачкова | Эшли Барти Деми Схюрс                | 3-6 4-6        |
| 16. | 22 сентября 2018 | Токио, Япония                | Хард       | Андреа Сестини Главачкова | Мию Като Макото Ниномия              | 4-6 4-6        |
| 17. | 29 сентября 2018 | Ухань, Китай (2)             | Хард       | Андреа Сестини Главачкова | Элизе Мертенс Деми Схюрс             | 3-6 3-6        |
| 18. | 3 ноября 2019    | Финал тура WTA               | Хард (зал) | Се Шувэй                  | Тимея Бабош Кристина Младенович      | 1-6 3-6        |
| 19. | 31 января 2020   | Открытый чемпионат Австралии | Хард       | Се Шувэй                  | Тимея Бабош Кристина Младенович      | 2-6 1-6        |

### Финалы турнировITFв парном разряде (18)

#### Победы (10)
| №   | Дата            | Турнир                 | Покрытие    | Партнёрша       | Соперницы в финале                         | Счёт           |
| 1.  | 14 декабря 2003 | Острава, Чехия         | Ковёр (зал) | Либуша Прушова  | Ивета Бенешова Михаэла Паштикова           | 6-2 6-4        |
| 2.  | 6 июня 2004     | Простеёв, Чехия        | Грунт       | Либуша Прушова  | Пэн Шуай Се Яньцзэ                         | 6-1 6-3        |
| 3.  | 6 февраля 2005  | Ортизей, Италия        | Ковёр (зал) | Тина Писник     | Мервана Югич-Салкич Дарья Юрак             | 6-2 3-6 7-6(1) |
| 4.  | 1 октября 2006  | Бьелла, Италия         | Грунт       | Рената Ворачова | Луция Градецкая Михаэла Паштикова          | 6-3 6-2        |
| 5.  | 22 июля 2007    | Контрексевиль, Франция | Грунт       | Рената Ворачова | Екатерина Деголевич Ксения Милевская       | 6-2 6-2        |
| 6.  | 28 октября 2007 | Братислава, Словакия   | Хард (зал)  | Рената Ворачова | Анастасия Родионова Ольга Савчук           | 6-4 6-4        |
| 7.  | 18 ноября 2007  | Довиль, Франция        | Грунт (зал) | Рената Ворачова | Акгуль Аманмурадова Анастасия Екимова      | 6-3 7-5        |
| 8.  | 18 июля 2008    | Бьелла, Италия         | Грунт       | Рената Ворачова | Лурдес Домингес Лино Аранча Парра Сантонха | 4-6 6-0 [10-5] |
| 9.  | 19 мая 2013     | Прага, Чехия           | Грунт       | Рената Ворачова | Ева Грдинова Ирина Фалькони                | 6-4 6-0        |
| 10. | 21 июля 2013    | Оломоуц, Чехия         | Грунт       | Рената Ворачова | Мартина Борецкая Тереза Маликова           | 6-3 6-4        |

#### Поражения (8)
| №  | Дата            | Турнир                | Покрытие    | Партнёрша          | Соперницы в финале                            | Счёт           |
| 1. | 13 октября 2002 | Галландейл-Бич, США   | Грунт       | Петра Цетковская   | Хисела Дулко Милагрос Секера                  | 2-6 5-7        |
| 2. | 24 октября 2004 | Сен-Рафаэль, Франция  | Хард (зал)  | Галина Воскобоева  | Стефани Коэн-Алоро Селима Сфар                | 6-7(3) 6-2 4-6 |
| 3. | 5 июня 2005     | Простеёв, Чехия       | Грунт       | Дая Беданова       | Юлия Бейгельзимер Мара Сантанджело            | 1-6 6-4 2-6    |
| 4. | 16 апреля 2006  | Чивитавеккья, Италия  | Грунт       | Татьяна Перебийнис | Луция Градецкая Мартина Мюллер                | 7-6(9) 3-6 5-7 |
| 5. | 6 августа 2006  | Баден-Баден, Германия | Грунт       | Либуша Прушова     | Ярмила Гайдошова Фредерика Пиедаде            | 5-7 6-4 6-7(6) |
| 6. | 15 октября 2006 | Жуэ-ле-Тур, Франция   | Хард (зал)  | Рената Ворачова    | Стефани Коэн-Алоро Мария Хосе Мартинес Санчес | 5-7 5-7        |
| 7. | 14 октября 2007 | Жуэ-ле-Тур, Франция   | Хард (зал)  | Петра Цетковская   | Алиция Росольская Клаудиа Янс                 | 3-6 5-7        |
| 8. | 31 октября 2009 | Ортизей, Италия       | Ковёр (зал) | Галина Воскобоева  | Тимея Бачински Татьяна Гарбин                 | 2-6 2-6        |

### Финалы командных турниров (6)

#### Победы (6)
| №  | Год  | Турнир              | Команда                                  | Соперник в финале                                          | Счёт |
| 1. | 2011 | Кубок Федерации     | Чехия Не играла в финале                 | Россия М.Кириленко, С.Кузнецова, А.Павлюченкова, Е.Веснина | 3-2  |
| 2. | 2012 | Кубок Федерации (2) | Чехия Не играла в финале.                | Сербия А.Иванович, Е.Янкович                               | 3-1  |
| 3. | 2014 | Кубок Федерации (3) | Чехия Не играла в финале                 | Германия А.Петкович, А.Кербер, С.Лисицки, Ю.Гёргес         | 3-1  |
| 4. | 2015 | Кубок Федерации (4) | Чехия П.Квитова,К.Плишкова,Б.Стрыцова    | Россия А.Павлюченкова, М.Шарапова, Е.Веснина               | 3-2  |
| 5. | 2016 | Кубок Федерации (5) | Чехия П.Квитова,К.Плишкова,Б.Стрыцова    | Франция К.Гарсия, А.Корне, К.Младенович                    | 3-2  |
| 6. | 2018 | Кубок Федерации (6) | Чехия Б.Крейчикова,К.Синякова,Б.Стрыцова | США С.Кенин, Д.Коллинз, Н.Мелихар, А.Риск                  | 3-0  |

## История выступлений на турнирах
| Турнир                       | 2003          | 2004          | 2005          | 2006          | 2007          | 2008          | 2009          | 2010          | 2011          | 2012          | 2013          | 2014          | 2015          | 2016   | 2017          | 2018          | 2019          | 2020          | 2021          | 2023  | Итог   | В/П за карьеру |
| ---------------------------- | ------------- | ------------- | ------------- | ------------- | ------------- | ------------- | ------------- | ------------- | ------------- | ------------- | ------------- | ------------- | ------------- | ------ | ------------- | ------------- | ------------- | ------------- | ------------- | ----- | ------ | -------------- |
| Турниры Большого шлема       |               |               |               |               |               |               |               |               |               |               |               |               |               |        |               |               |               |               |               |       |        |                |
| Открытый чемпионат Австралии | К             | 2Р            | 1Р            | К             | К             | К             | 1Р            | 2Р            | 3Р            | 2Р            | -             | 2Р            | 3Р            | 4Р     | 4Р            | 4Р            | 1Р            | 1Р            | 1Р            | -     | 0 / 14 | 17-14          |
| Открытый чемпионат Франции   | -             | 2Р            | 1Р            | К             | К             | К             | 1Р            | 1Р            | 1Р            | 1Р            | 1Р            | 1Р            | 1Р            | 3Р     | 2Р            | 4Р            | 1Р            | 2Р            | -             | -     | 0 / 14 | 8-14           |
| Уимблдонский турнир          | 1Р            | 1Р            | 2Р            | К             | 1Р            | 3Р            | 1Р            | 3Р            | 2Р            | 1Р            | 2Р            | 1/4           | 1Р            | 3Р     | 2Р            | 3Р            | 1/2           | НП            | -             | 2Р    | 0 / 17 | 22-17          |
| Открытый чемпионат США       | К             | 1Р            | 1Р            | К             | К             | 1Р            | 2Р            | 1Р            | 1Р            | 1Р            | К             | 3Р            | 3Р            | 1Р     | 2Р            | 3Р            | 1Р            | -             | -             | 1Р    | 0 / 14 | 8-14           |
| Итог                         | 0 / 1         | 0 / 4         | 0 / 4         | 0 / 0         | 0 / 1         | 0 / 2         | 0 / 4         | 0 / 4         | 0 / 4         | 0 / 4         | 0 / 2         | 0 / 4         | 0 / 4         | 0 / 4  | 0 / 4         | 0 / 4         | 0 / 4         | 0 / 2         | 0 / 1         | 0 / 2 | 0 / 59 |                |
| В/П в сезоне                 | 0-1           | 2-4           | 1-4           | 0-0           | 0-1           | 2-2           | 1-4           | 3-4           | 3-4           | 1-4           | 1-2           | 7-4           | 4-4           | 7-4    | 6-4           | 10-4          | 5-4           | 1-2           | 0-1           | 1-2   |        | 55-59          |
| Олимпийские игры             |               |               |               |               |               |               |               |               |               |               |               |               |               |        |               |               |               |               |               |       |        |                |
| Летняя олимпиада             | НП            | 1Р            | Не проводился | Не проводился | Не проводился | -             | Не проводился | Не проводился | Не проводился | -             | Не проводился | Не проводился | Не проводился | 2Р     | Не проводился | Не проводился | Не проводился | Не проводился | -             | НП    | 0 / 2  | 1-2            |
| Итоговые турниры             |               |               |               |               |               |               |               |               |               |               |               |               |               |        |               |               |               |               |               |       |        |                |
| Трофей элиты WTA             | Не проводился | Не проводился | Не проводился | Не проводился | Не проводился | Не проводился | Не проводился | Не проводился | Не проводился | Не проводился | Не проводился | Не проводился | -             | Группа | Группа        | -             | -             | Не проводился | Не проводился | -     | 0 / 2  | 2-2            |

К — проигрыш в квалификационном турнире.
| Турнир                       | 2004  | 2005          | 2006          | 2007          | 2008  | 2009          | 2010          | 2011          | 2012  | 2013          | 2014          | 2015          | 2016  | 2017          | 2018          | 2019          | 2020          | 2021  | 2023  | Итог   | В/П за карьеру |
| ---------------------------- | ----- | ------------- | ------------- | ------------- | ----- | ------------- | ------------- | ------------- | ----- | ------------- | ------------- | ------------- | ----- | ------------- | ------------- | ------------- | ------------- | ----- | ----- | ------ | -------------- |
| Турниры Большого шлема       |       |               |               |               |       |               |               |               |       |               |               |               |       |               |               |               |               |       |       |        |                |
| Открытый чемпионат Австралии | -     | -             | 1Р            | 1Р            | 3Р    | 2Р            | 2Р            | 3Р            | 2Р    | -             | 2Р            | 1/2           | 3Р    | 3Р            | 1/4           | 1/2           | Ф             | 2Р    | -     | 0 / 15 | 29-15          |
| Открытый чемпионат Франции   | -     | 2Р            | 3Р            | 1Р            | 1Р    | 2Р            | 3Р            | 1Р            | 1Р    | 1Р            | 2Р            | 1/4           | 2Р    | -             | 1/2           | 3Р            | 3Р            | -     | -     | 0 / 15 | 19-15          |
| Уимблдонский турнир          | -     | 3Р            | 2Р            | 2Р            | -     | 3Р            | 3Р            | 3Р            | 2Р    | 1/4           | 2Р            | 3Р            | 3Р    | 3Р            | 3Р            | П             | НП            | -     | П     | 2 / 15 | 35-13          |
| Открытый чемпионат США       | -     | 1Р            | 1Р            | 1Р            | 1Р    | 2Р            | 3Р            | 1/4           | 2Р    | 2Р            | 1/2           | 3Р            | 1/4   | 1/2           | 3Р            | 3Р            | -             | -     | 3Р    | 0 / 16 | 27-15          |
| Итог                         | 0 / 0 | 0 / 3         | 0 / 4         | 0 / 4         | 0 / 3 | 0 / 4         | 0 / 4         | 0 / 4         | 0 / 4 | 0 / 3         | 0 / 4         | 0 / 4         | 0 / 4 | 0 / 3         | 0 / 4         | 1 / 4         | 0 / 2         | 0 / 1 | 1 / 2 | 2 / 61 |                |
| В/П в сезоне                 | 0-0   | 3-3           | 3-4           | 1-4           | 2-3   | 5-4           | 7-4           | 7-4           | 3-4   | 4-3           | 7-4           | 11-4          | 8-4   | 8-3           | 11-4          | 14-3          | 7-2           | 1-1   | 8-0   |        | 110-58         |
| Олимпийские игры             |       |               |               |               |       |               |               |               |       |               |               |               |       |               |               |               |               |       |       |        |                |
| Летняя олимпиада             | 1Р    | Не проводился | Не проводился | Не проводился | -     | Не проводился | Не проводился | Не проводился | -     | Не проводился | Не проводился | Не проводился | III   | Не проводился | Не проводился | Не проводился | Не проводился | -     | НП    | 0 / 2  | 4-2            |
| Итоговые турниры             |       |               |               |               |       |               |               |               |       |               |               |               |       |               |               |               |               |       |       |        |                |
| Итоговый турнир WTA          | -     | -             | -             | -             | -     | -             | -             | -             | -     | -             | -             | -             | -     | -             | 1/2           | Ф             | НП            | -     | -     | 0 / 2  | 4-3            |

| Турнир                       | 2004  | 2009  | 2010  | 2011  | 2012  | 2015  | 2020  | 2021  | 2023  | Итог   | В/П за карьеру |
| ---------------------------- | ----- | ----- | ----- | ----- | ----- | ----- | ----- | ----- | ----- | ------ | -------------- |
| Турниры Большого шлема       |       |       |       |       |       |       |       |       |       |        |                |
| Открытый чемпионат Австралии | -     | -     | 1/4   | 2Р    | -     | 1Р    | 1Р    | 1Р    | -     | 0 / 5  | 3-5            |
| Открытый чемпионат Франции   | -     | -     | 2Р    | 2Р    | -     | -     | НП    | -     | -     | 0 / 2  | 2-2            |
| Уимблдонский турнир          | 1/4   | 2Р    | 1Р    | 2Р    | -     | 1Р    | НП    | -     | 1Р    | 0 / 6  | 4-6            |
| Открытый чемпионат США       | -     | -     | -     | 1/4   | 1Р    | -     | НП    | -     | 1/4   | 0 / 3  | 4-3            |
| Итог                         | 0 / 1 | 0 / 1 | 0 / 3 | 0 / 4 | 0 / 1 | 0 / 2 | 0 / 1 | 0 / 1 | 0 / 2 | 0 / 16 |                |
| В/П в сезоне                 | 3-1   | 1-1   | 3-3   | 4-4   | 0-1   | 0-2   | 0-1   | 0-1   | 2-2   |        | 13-16          |